# Edicions de la Rosa de Reus
Edicions de la Rosa de Reus és una col·lecció que es va fundar el 1952 a Reus, per un grup de persones interessades en l'estudi i la divulgació de temes d'interès local i comarcal, i que ha estat promoguda i distribuïda per l'Associació d'Estudis Reusencs.
El naixement de la publicació es gestà el 1951, quan la societat civil reusenca va tributar un homenatge a Francesc Cros Reig, per la seva dedicació a l'ensenyament. El llibreter i editor Salvador Torrell i Eulàlia va aprofitar l'acte per engrescar al banquer Gaietà Vilella Puig perquè, com a mecenes, donés suport a la iniciativa. Si bé en un primer moment Vilella feu algunes aportacions, ben aviat l'èxit de les subscripcions va aconseguir que aquestes fossin innecessàries.
Des de l'any de la seva creació s'han publicat més de cinquanta llibres, sovint erudits. Entre els principals autors d'aquests podem trobar a personatges com Josep Maria Guix Sugranyes, Josep Iglésies i Fort, Eduard Junyent i Subirà, Salvador Vilaseca i Anguera, Lluïsa Vilaseca Borràs i Ramon Violant i Simorra.
A partir del 2016 l'Associació d'Estudis Reusencs comença a digitalitzar progressivament els 133 volums d'aquesta col·lecció, per tal de divulgar-los i posar-los a l'abast de qualsevol persona interessada, preferentment historiadors, a través de la seva pàgina web.